# 伊東祐連
伊東 祐連（いとう すけつら、延宝5年（1677年） - 享保4年10月19日（1719年11月30日））は江戸時代中期から後期の旗本交代寄合。日向国飫肥藩主家伊東家の分家である交代寄合伊東家2代目当主。諱は祐連。
幼名は勝之助。通称は靭負。

## 生涯
伊東祐春の次男であったが、元禄6年（1693年）に兄の祐崇が本家飫肥藩主伊東祐実の養嗣子となったため祐連が当家嫡男となり、元禄8年（1695年）に徳川綱吉へ初御目見えを済ませた。元禄13年（1700年）の父の隠居を受けてその跡を継ぎ、交代寄合となった。
宝永7年（1710年）刊行の須藤権兵衛蔵板の一統武鑑の交代寄合衆の項目に、「伊東靭負　父主殿　三千石　在所日向帯　つきし門跡うら」とある。また、享保3年（1718年）刊行の須原屋茂兵衛蔵板武鑑の交代寄合衆には「三千石　日向帯　西門後ろ　伊東靭負」とある。
享保4年（1719年）死去、享年43。法名は了眞。
家督と知行のうち2千石は嫡子の祐陳が継ぎ、残り1千石は庶長子であったため幕府には「祐陳の弟」として届けた祐恵に分知された。

## 家族
父は伊東祐春。母は土岐頼泰（縫殿助）の娘。
正室は滝川元長（播磨守）の娘。継室は伊東祐賢の娘。
実子は祐恵、祐陳、娘（飫肥藩士伊東正如の妻）、娘（畠山基祐養女、仙石久近の妻）。
祐恵のほうが年長であったが妾腹であったため、祐陳の弟として幕府に届けられた。